# 東四旗中心旗
东四旗中心旗，是20世纪中叶中国绥远省境内的一个内蒙古旗名。位于今内蒙古自治区中南部的乌兰察布市。“四旗”是指察哈尔右翼的綏東四旗。

## 历史
民国卅八年（1949年）三月七日，绥蒙人民政府《为设立绥蒙政府绥东四旗蒙旗办事处及绥东蒙旗保安队的令》（民蒙字第四号）：“经绥蒙政府政务会议决定，设立绥东四旗（镶蓝、镶红、正红、正黄）蒙旗办事处及成立绥东蒙旗保安队。”办事处主任兼保安队长李永年，副主任兼保安队副队长陈浩，党支部书记郝秀山（公开身份是绥蒙政府科长），组织委员陈浩，宣传委员斯琴。此时绥东旗县并存，东四旗的蒙民与五县（丰镇、凉城、陶林、兴和、集宁）的汉族在同一块地域插花居住。当地蒙古人以放牧为生的占30%；以吃地租为生的占65%；自耕自种，以农为主的占5%，主要是正黄旗哈尔沁蒙人。东四旗人口总数26463人，其中蒙古族7558人。
随着绥远和平解放和中华人民共和国成立，中共开始调整绥远的行政区划，以解决旗县并存问题。1950年1月20日，绥远省人民政府决定：“绥东四旗办事处”予以撤销，另建立中心旗制。以正红旗为中心旗，属省人民政府领导。中心旗之职权，除处理本旗一切日常政务外，并领导正黄旗和镶蓝旗、镶红旗。中心旗人民政府按照丙等县编制，其它三旗人民政府按照甲类区公所编制。不久之后，镶蓝、镶红两旗合并为镶蓝镶红联合旗。
中心旗人民政府领导人：
- 旗长：李永年
- 副旗长：潘迪
- 秘书：那仁
- 法院院长：李永年兼
- 审判员：刘锦魁

中心旗人民政府下设：
- 民教科
- 财政科
- 建设科
- 公安局
- 一区
- 二区

1954年3月3日，绥远省并入内蒙古自治区。1954年3月17日，撤销东四旗中心旗与陶林县，重组为察哈尔右翼前旗、察哈尔右翼中旗、察哈尔右翼后旗。
1958年，察哈尔盟左翼各旗并入锡林郭勒盟，察哈尔右翼前、中、后三旗仍隶属于乌兰察布盟，後改为乌兰察布市。